# Вальхаузен (Вюртемберг)
Вальхаузен (нем. Wallhausen) — община в Германии, в земле Баден-Вюртемберг.
Подчиняется административному округу Штутгарт. Входит в состав района Швебиш-Халль. Население составляет 3591 человек (на 31 декабря 2010 года). Занимает площадь 25,47 км².